# 28e brigade mécanisée
Pour les articles homonymes, voir 28e brigade.
La 28e brigade mécanisée, de son nom complet la 28e brigade séparée mécanisée nommée d'après les chevaliers de la campagne d'hiver (en ukrainien : 28-ма окрема механізо́вана брига́да імені Лицарів Зимового Походу, abrégé en 28 ОМБр ; numéro d'unité militaire А0666), est une grande unité d'infanterie mécanisée de l'Armée de terre ukrainienne.
La brigade actuelle reprend le numéro d'une ancienne unité soviétique, la 28e division de fusiliers motorisés de la Garde. Son nom comporte un titre honorifique faisant référence à la première campagne d'hiver de 1919-1920 de l'Armée populaire ukrainienne contre l'Armée rouge.

## Historique

### Filiation et Seconde Guerre mondiale
La filiation de la brigade actuelle remonte à la Seconde Guerre mondiale. En août-septembre 1940, la 180e division de fusiliers (en russe : 180-я стрелковая дивизия) de l'Armée rouge est constituée dans le district militaire balte, à partir des membres de l'ex armée estonienne, à la suite de l'occupation et annexion des pays baltes par l'URSS. Le 22 juin 1941, au début de l'invasion allemande, la division est rattachée au 22e corps de fusiliers et est en second échelon à Võru et Petchory. Le 26 juin 1941, elle participe à la contre-offensive soviétique contre le 56e corps allemand (de Manstein), échouant sur les rives de la Daugava. Au sein du front du Nord-Ouest, elle est battue à Porkhov en début septembre, connaissant beaucoup de désertions. Elle contre-attaque à la mi-août, reprenant Staraïa Roussa, participe à la défense autour de Demiansk en septembre, puis à l'encerclement de la poche de Demiansk en janvier-février 1942. En récompense, elle obtient le 3 mai 1942 le titre d'unité de la Garde et est renommée 28e division de fusiliers de la Garde (28-я гвардейская стрелковая дивизия).
En juin 1942, une seconde 180e division de fusiliers est formée, qui participe à la reprise de Kiev en novembre 1943, puis est casernée après-guerre à Belgorod-Dniestrovski dans la RSS moldave, dépendant de la 14e armée du district militaire d'Odessa, devenant ensuite la 27e brigade mécanisée de la 28e division mécanisée d'Ukraine, qui est dissoute en 2004.
La 28e division de fusiliers de la Garde reçoit de nouveaux titres honorifiques pour sa participation à la reprise de Kharkov (le titre de Харьковская, « Kharkovskaïa ») et à la conquête de Iassy (obtenant l'ordre du Drapeau rouge). En mai 1945, elle finit la guerre en Bulgarie, au sein de la 37e armée. La division est renommée le 17 mai 1957 28e division de fusiliers motorisés de la Garde, à la suite de son équipement en véhicules blindés. Elle est durant la guerre froide cantonnée à Tchornomorske, elle aussi dans le district militaire d'Odessa, en sous-effectif en temps qu'unité-cadre en attendant une mobilisation. Elle aligne en 1985 un total de 3 950 hommes, 40 chars T-54/55, 180 T-64A, 114 véhicules BMP-1, 3 BTR-50, 197 BTR-70, 90 obusiers de calibre 122 mm D-30 et 36 obusiers de 152 mm D-1 (ru).

### Brigade ukrainienne
Après l'indépendance ukrainienne, les hommes de la 28e division de fusiliers motorisés de la Garde prêtent leur serment d'allégeance à l'Ukraine en janvier 1992, leur unité est renommée la 28e division mécanisée de la Garde (en ukrainien : 28-му гвардійську механізовану дивізію) en juillet 1992, elle est intégrée au 6e corps d'armée. Dès 1998, la transformation de la division en brigade est initiée et la division est finalement renommée 28e brigade mécanisée de la Garde en 2001.
Elle a participé à la guerre du Donbass en 2014-2015 : un groupe tactique y a été envoyé à l'ouest de Donetsk en août, puis participant à la seconde bataille de l'aéroport de Donetsk. Son titre d'unité de la Garde a été retiré en 22 août 2016, dans le cadre de la décommunisation en Ukraine. Le 23 août 2019, la 28e brigade mécanisée a reçu le titre honorifique de « chevaliers de la campagne d'hiver ».

## Invasion russe de l'Ukraine

### Bataille de Mykolaïv (février - août 2022)
À partir du début de l'invasion russe en Ukraine, la 28e brigade combat dans le Sud-Ouest de l'Ukraine, défendant l'accès à Odessa et empêchant un débarquement à Kobleve (uk). Elle est ensuite envoyée en renfort des 59e brigade motorisée et 80e brigade d'assaut aérien à Mykolaïv en défense de la ville. Un seul bataillon mécanisé est resté stationné à Odessa. Les soldats expérimentés de la 28e brigade mécanisée participent à la formation des militaires de la 126e brigade de défense territoriale. À partir du 12 mars, la brigade participe aux contre-attaques afin de désenclaver la ville en direction du sud. Appuyée par le 131e bataillon de reconnaissance, elle repousse les troupes russes d'une dizaine de kilomètres et libère les villages de Prybuzke puis les 14 et 15 mars ceux de Possad-Pokrovske (uk), Stepova-Dolyna et Luch. Des éléments de la brigade parviennent à atteindre Oleksandrivka sur les bords du fleuve Dniepr. Entre avril et août 2022, les soldats de la 28e mènent des combats à Oleksandrivka et Tavriske à l'ouest de l'oblast de Kherson. Elle reste positionnée et prend activement part aux combats entre Mykolaiv et Kherson dans ce secteur les mois suivants. Le 23 juillet, une roquette russe touche le poste de commandement de la brigade près de Mykolaïv, tuant le commandant et trois officiers supérieurs. La brigade, presque indemne, subit ses premières pertes importantes.

### Contre-offensive de Kherson (août - novembre 2022)
À partir de 29 août 2022, elle participe à la contre-offensive de Kherson. Elle engage les russes sur le flanc sud de l'Autoroute M14 aux côtés de la 241e brigade de défense territoriale où elles font face à la 126e brigade de défense côtière, 127e brigade de reconnaissance et 331e régiment aéroporté là où ils étaient précédemment positionnés entre Stepova Dolyna et Tavriiske. S'ils parviennent à briser la première ligne rapidement, ils sont ensuite repoussés par une contre-attaque. Entre le 16 et le 17 septembre, la brigade mène de violents combats autour de la localité de Pravydne sans réussir à percer. Elle subit des pertes, 5 véhicules BMP-2, 1 char T-64, 1 SBA Novator sont perdus, au moins 12 hommes sont tués,. Fin septembre, des éléments de la 28e sont transférés sur le flanc gauche et participent à la percée de Doudtchany. Le 12 novembre 2022, la brigade est entrée dans Kherson après l'évacuation de la tête de pont russe.

### Secteur Bakhmout - Horlivka (depuis décembre 2022)
En décembre 2022, elle est ensuite envoyée dans le Donbass : où elle est engagée dans la bataille de Bakhmout, nouveau point focal de l'offensive d'hiver russe, y subissant de lourdes pertes. Elle défend le flanc sud de Bakhmout autour de Kurdiumivka et Ozarianivka avec la 60e brigade mécanisée. où elle est déployée depuis. Ici, début janvier 2023, appuyée par la 4e brigade de réaction rapide, elle inflige de lourdes pertes aux unités russes qui tentent de déborder les positions de la 53e brigade mécanisée pour attaquer la ville par le sud. Elle conserve des positions sur le flanc jusqu'à la chute de la ville en mai 2023. A l'été 2023, elle contre-attaque entre Kurdiumivka et Andriïvka avec la 3e brigade d'assaut. La 28e brigade lance d'abord une attaque de diversion contre les Russes à Kurdyumivka – pour les distraire de leur véritable cible, puis a traversé le canal Siversky Donets–Donbass, coupant la route dans la direction ouest-est, en direction du hameau d'Andriivka. L'assaut de la 28e est stoppé par des champs de mines et l'artillerie russe juste avant Andriivka. Des éléments de la 83e brigade d'assaut aéroporté appuyés par des chars T-90 du 80e régiment de chars contre-attaquent mais subissent de lourdes pertes et sont repoussés. Au cours des mois suivants, elle conserve ses positions et repousse les contre-attaques russes. 
En juillet 2024, à la suite de la loi ukrainienne autorisant certaines catégories de prisonniers à servir volontairement dans l'armée, la 28e brigade mécanisée est l'une des unités à intégrer un certain nombre d'entre eux dans ses rangs. Le 28 août elle abat un chasseur Su-25 dans la région de Pokrovsk.

## Structure

### Ordre de bataille
- État-major de la brigade ;
  - 
    -  Compagnie de protection du QG ;

  -  1er bataillon mécanisé ;
  -  2e bataillon mécanisé ;
  -  3e bataillon mécanisé ;
  -  4e bataillon de fusiliers ( unité militaire A7088) ;
  -  5e bataillon de réserve ;
  -  6e bataillon du nom de Serhiy Ilnytsky « Faucon »[21],[22] ;
  -  67e bataillon de fusiliers ( unité militaire A4582) ;
  -  Bataillon de chars ;
  -  Groupe d'artillerie de la brigade;
    - 
      -  État-major du groupe d'artillerie
      -  Unité de contrôle et d'acquisition de cibles ;

    -  Bataillon (дивізіон) d'artillerie automotrice[23] (2S3 Akatsiya) ;
    -  Bataillon d'artillerie automotrice (2S1 Gvozdika) ;
    -  Bataillon de lance-roquettes multiples (BM-21 Grad) ;
    -  Bataillon anti-char

  -  Bataillon de drones ;
  -  Bataillon antiaérien (9K35 Strela-10 et 2K22 Toungouska) ;
  -  Bataillon du du génie ;
  -  Compagnie de reconnaissance (sur BRDM-2) ;
  -  Bataillon logistique ;
  -  Bataillon de maintenance ;
  -  Compagnie de transmissions ;
  -  Compagnie de radar ;
  -  Compagnie médicale (soins et évacuation) ;
  -  Compagnie de protection NRBC.

### Matériel et équipement
La brigade est équipée à la façon type de l'armée ukrainienne et semble avoir peu bénéficié des livraisons occidentales en dépit de son expérience au combat : 
- un bataillon de chars équipé de T-64BV
- 3 bataillons mécanisés dotés de BMP-1, BMP-2, BTR-80, et de SBA Novator.
- 4 bataillons de fusiliers probablement sur Pick-ups
- un groupe d'artillerie avec des pièces 2S1 Gvozdika et 2S3 Akatsia automoteurs complétés par des M109A4 livrés par le Royaume-Uni, MLRS BM-21 Grad et MT-12 Rapira.
- un bataillon antiaérien équipé de  9K35 Strela-10

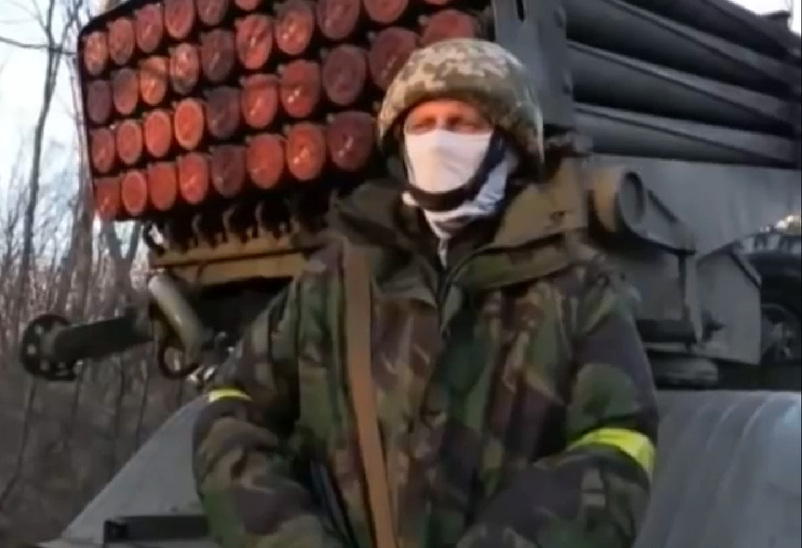
BM-21.
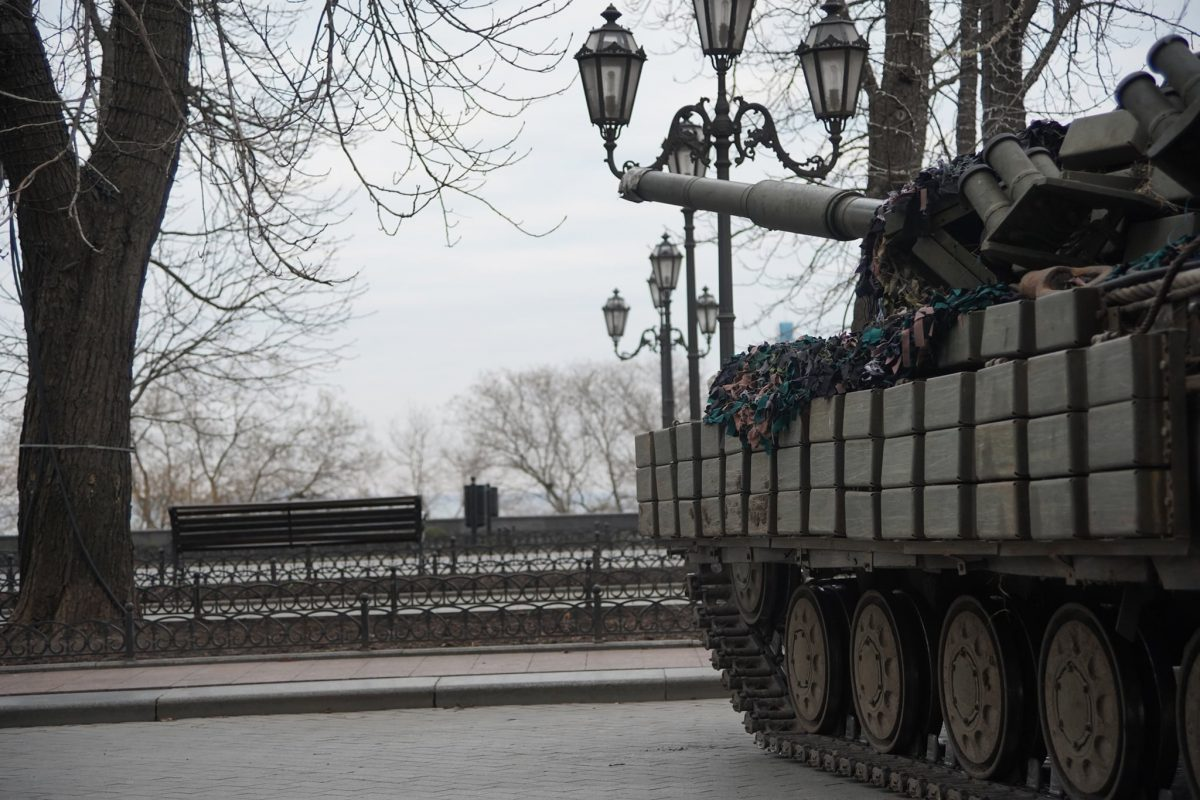
Un char de la brigade à Odessa en 2022.
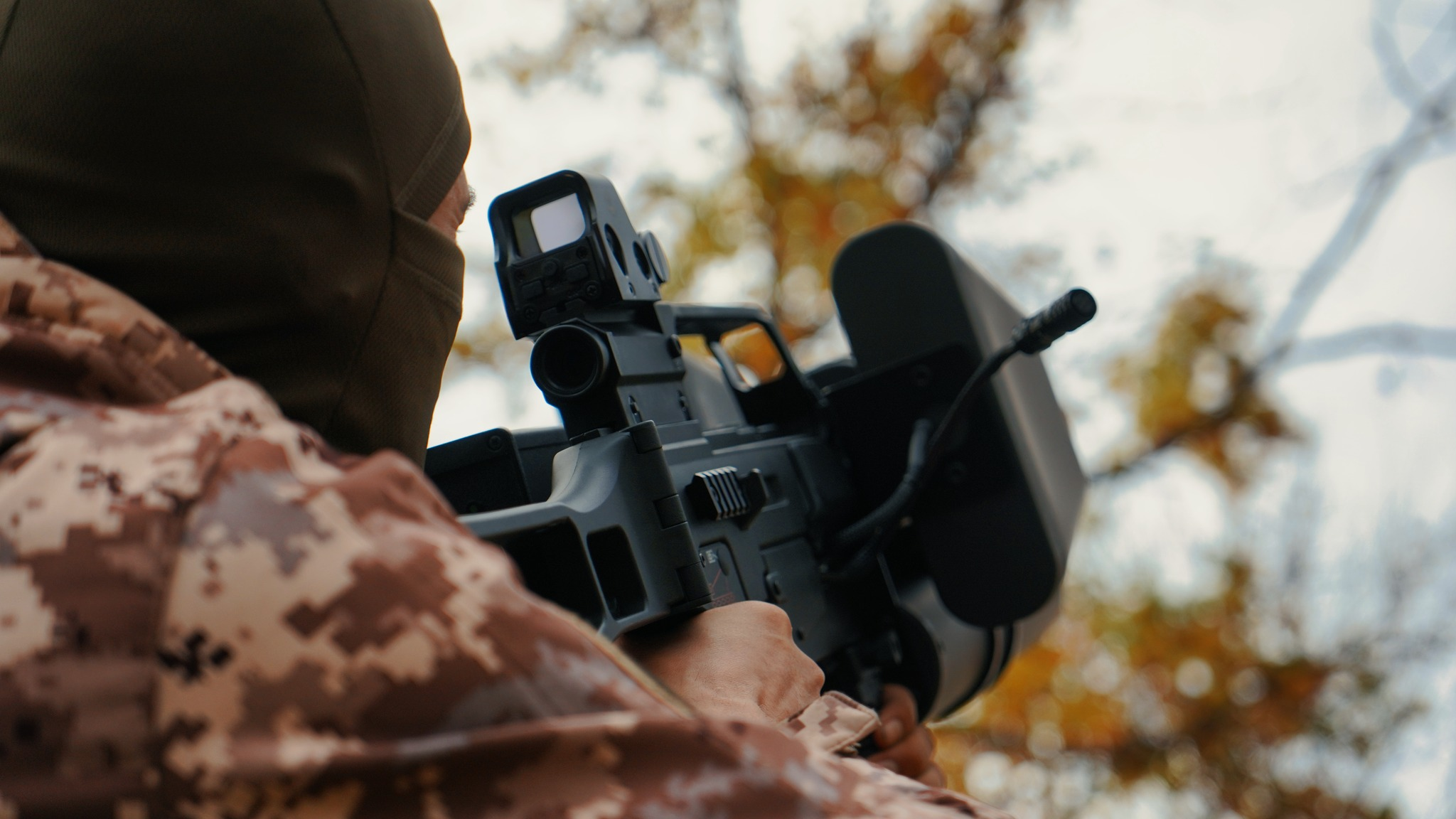
avec un dispositif anti-drones EDM4S.
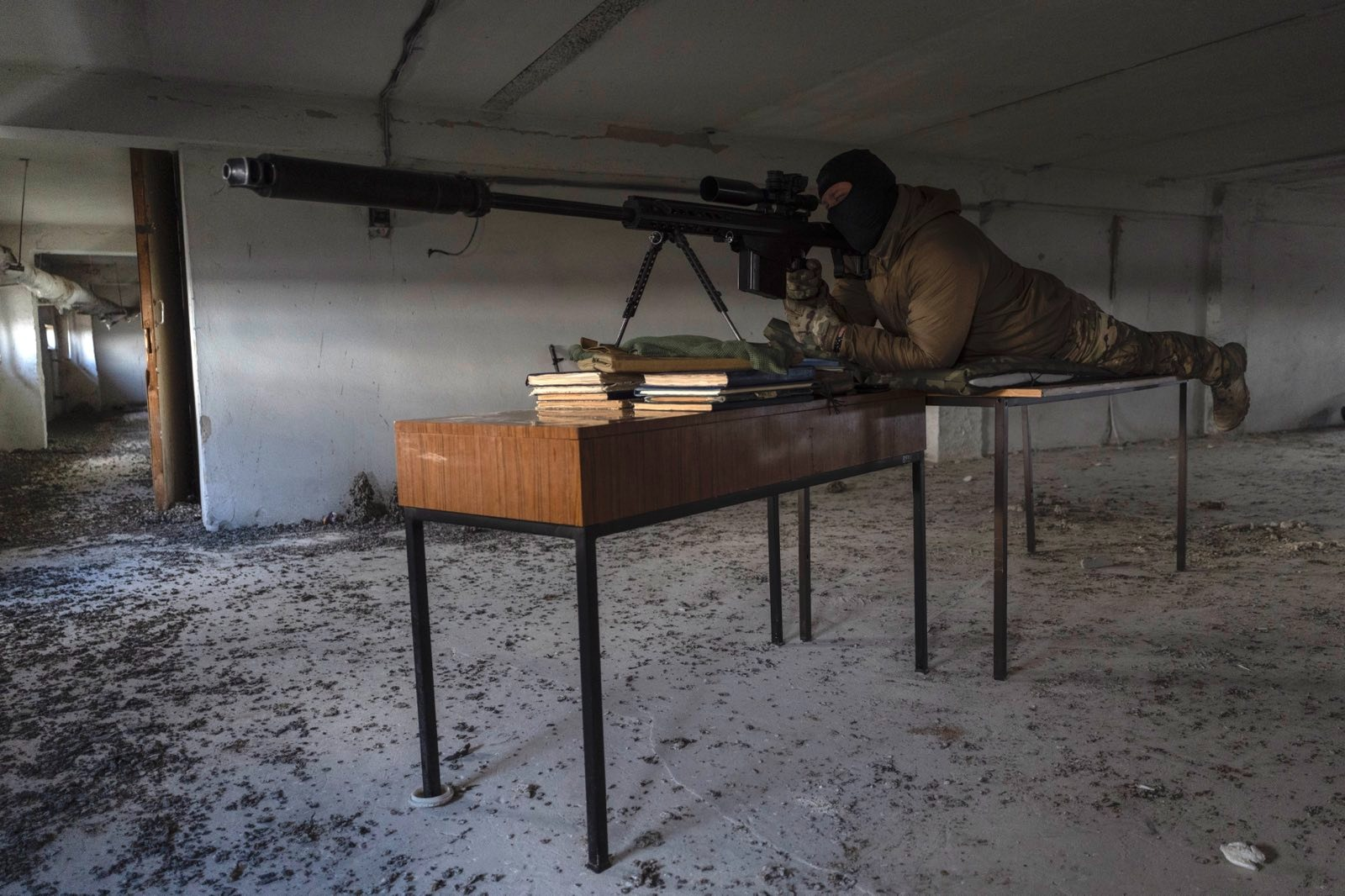
Avec un Barrett M107, novembre 2022.